# Möbelmässa
Möbelmässa är en mässa för utställare av möbler, inredning och inredningsdesign, i första hand riktad mot fackfolk men även privatpersoner förekommer som besökare. Utställare är representanter från möbelindustrin och designers som visar upp sin produktion eller innovation.